# Balthasar Schwarm
Balthasar Schwarm (11 de septiembre de 1946) es un deportista alemán que compitió para la RFA en luge en la modalidad doble.
Participó en tres Juegos Olímpicos de Invierno entre los años 1972 y 1980, obteniendo una medalla de plata en Innsbruck 1976 en la prueba doble. Ganó dos medallas en el Campeonato Mundial de Luge, en los años 1977 y 1979, y cuatro medallas en el Campeonato Europeo de Luge entre los años 1972 y 1980.

## Palmarés internacional
| Juegos Olímpicos   | Juegos Olímpicos    | Juegos Olímpicos  | Juegos Olímpicos |
| Año                | Lugar               | Medalla           | Prueba           |
| ------------------ | ------------------- | ----------------- | ---------------- |
| 1976               | Innsbruck (Austria) | Medalla de plata  | Doble            |
| Campeonato Mundial |                     |                   |                  |
| Año                | Lugar               | Medalla           | Prueba           |
| 1977               | Igls (Austria)      | Medalla de bronce | Doble            |
| 1979               | Königssee (RFA)     | Medalla de oro    | Doble            |
| Campeonato Europeo |                     |                   |                  |
| Año                | Lugar               | Medalla           | Prueba           |
| 1972               | Königssee (RFA)     | Medalla de plata  | Doble            |
| 1973               | Königssee (RFA)     | Medalla de bronce | Doble            |
| 1977               | Königssee (RFA)     | Medalla de oro    | Doble            |
| 1980               | Valdaora (Italia)   | Medalla de bronce | Doble            |